# Kallkärrets naturreservat
Kallkärrets naturreservat är ett naturreservat i Torsby kommun i Värmlands län.
Området är naturskyddat sedan 2018 och är 89 hektar stort. Reservatet ligger sydväst om Stöllet och består av myrar och naturskog av granskog i fuktigare partier och talldominerade partier.